# Indolestes vitiensis
Indolestes vitiensis – gatunek ważki z rodziny pałątkowatych (Lestidae). Endemit wyspy Viti Levu należącej do Fidżi.
Gatunek ten opisał w 1924 roku Robert John Tillyard na łamach czasopisma „Transactions of the Entomological Society of London”, w oparciu o parę okazów (holotyp – samiec, alotyp – samica) odłowioną w grudniu 1919 roku w Suva na wyspie Viti Levu. Autor nadał gatunkowi nazwę Austrolestes vitiensis.